# アンナ・パキン
アンナ・ヘレン・パキン（Anna Helene Paquin, 1982年7月24日 - ）は、カナダ生まれのニュージーランドの女優。アナ・パキンとも表記される。

## 来歴
マニトバ州ウィニペグにて、体育教師の父親ブライアン・パキンと英語教師の母親メアリー・パキン（旧姓・ブロフィ）のもとに生まれる。1977年生まれの兄アンドリューと1980年生まれの姉カティヤがいる。4歳の時に母親の出身地であるニュージーランド・ウェリントンへ移住。両親の離婚後、母親と共にロサンゼルスに移る。ロサンゼルス市内の高校卒業後、コロンビア大学に進学したが、女優業に専念するため休学する。
姉の友人から映画のオーディションを勧められ、5000人の中から選ばれ11歳で映画初出演したジェーン・カンピオンの『ピアノ・レッスン』（1993年公開）でアカデミー助演女優賞を受賞する。その後、ウィリアム・モリス・エージェンシーと契約。2001年には『The Glory of Living』で舞台活動を始め、オフ・ブロードウェイやウエスト・エンドなどの舞台に立つ。2007年放送のテレビ映画『Bury My Heart at Wounded Knee』でエミー賞及びゴールデングローブ賞助演女優賞（テレビ映画/ミニシリーズ部門）にノミネートされた。2008年からはシャーレイン・ハリス原作のテレビシリーズ『トゥルーブラッド』に主演し、ゴールデングローブ賞主演女優賞（テレビシリーズ/ドラマ部門）を受賞する。
過去にローガン・マーシャル＝グリーンやキーラン・カルキンと交際。2009年8月に『トゥルーブラッド』で共演したスティーヴン・モイヤーと婚約。2010年に結婚した。2010年4月に同性愛者への差別撤廃を訴える「Give a Damn」キャンペーンの公共広告に登場し、両性愛者であることを告白する。

## 出演作品

### 映画
| 公開年 | 邦題 原題                                                      | 役名                          | 備考 |
| ------ | -------------------------------------------------------------- | ----------------------------- | --- |
| 1993   | ピアノ・レッスン The Piano                                     | フローラ                      | アカデミー助演女優賞受賞 ゴールデングローブ賞 助演女優賞ノミネート                                                                             |
| 1996   | ジェイン・エア Jane Eyre                                       | 幼少期のジェーン・エア        | |
| 1996   | グース Fly Away Home                                           | エイミー・アルデン            | |
| 1997   | The Member of the Wedding                                      | フランキー                    | テレビ映画 |
| 1997   | アミスタッド Amistad                                           | イサベル2世                   | |
| 1998   | キャスティング・ディレクター Hurlyburly                        | ドナ                          | |
| 1998   | 天空の城ラピュタ                                               | シータ                        | 声の出演（ディズニー配給の英語版） |
| 1999   | イッツ・ザ・レイジ It's the Rage                               | アナベル・リー                | テレビ映画 |
| 1999   | シーズ・オール・ザット She's All That                          | マッケンジー・シラー          | |
| 1999   | オーバー・ザ・ムーン A Walk on the Moon                        | アリソン                      | |
| 2000   | X-メン X-Men                                                   | マリー・ダンキャント / ローグ | サターン賞若手俳優賞ノミネート |
| 2000   | あの頃ペニー・レインと Almost Famous                           | ポレクシア                    | |
| 2000   | 小説家を見つけたら Finding Forrester                           | クレア・スペンス              | |
| 2001   | 戦争のはじめかた Buffalo Soldiers                              | ロビン・リー                  | |
| 2002   | ダークネス Darkness                                            | レジーナ                      | |
| 2002   | 25時 25th Hour                                                 | メアリー・ダヌンツィオ        | |
| 2003   | X-MEN2 X2                                                      | マリー・ダンキャント / ローグ | |
| 2004   | スチームボーイ Steam Boy                                       | レイ・スチム                  | 声の出演（英語版） |
| 2005   | イカとクジラ The Squid and the Whale                           | リリー                        | |
| 2005   | Joan of Arc                                                    | ジャンヌ・ダルク              | 声の出演 テレビ映画 |
| 2006   | X-MEN:ファイナル ディシジョン X-Men: The Last Stand            | マリー・ダンキャント / ローグ | |
| 2007   | Blue State                                                     | クロエ                        | 兼製作総指揮 |
| 2007   | Mosaic                                                         | マギー・ネルソン              | 声の出演 |
| 2007   | Bury My Heart at Wounded Knee                                  | エレイン・グッデイル          | テレビ映画 エミー賞助演女優賞 (ミニシリーズ・テレビ映画部門)ノミネート ゴールデングローブ賞助演女優賞 (ミニシリーズ・テレビ映画部門)ノミネート |
| 2009   | ブライアン・シンガーの トリック・オア・トリート Trick 'r Treat | ローリー                      | |
| 2009   | The Courageous Heart of Irena Sendler                          | イレーナ・センドラー          | テレビ映画 ゴールデングローブ賞主演女優賞 (ミニシリーズ・テレビ映画部門)ノミネート                                                             |
| 2010   | 選ばれる女にナル3つの方法 The Romantics                        | ライラ・ヘイズ                | |
| 2011   | スクリーム4: ネクスト・ジェネレーション Scream 4               | レイチェル                    | カメオ出演 |
| 2011   | マーガレット Margaret                                          | リサ・コーエン                | |
| 2014   | X-MEN:フューチャー&パスト X-Men: Days of Future Past           | マリー・ダンキャント / ローグ | |
| 2015   | アーロと少年 The Good Dinosaur                                 | ラムジー                      | 声の出演 |
| 2018   | 追憶家族 The Parting Glass                                     | コリーン                      | 兼製作 |
| 2019   | アイリッシュマン The Irishman                                  | ペギー・シーラン              | |
| 2021   | アメリカン・アンダードッグ American Underdog                   | ブレンダ・ワーナー            | |
| 2023   | トゥルー・スピリット True Spirit                               | Julie Watson                  | Netflix配信 |

### テレビシリーズ
- トゥルーブラッド True Blood (2008) スーキー・スタックハウス役、ゴールデングローブ賞主演女優賞 (テレビシリーズ・ドラマ部門)受賞
- またの名をグレイス Alias Grace (2017)
- フィリップ・K・ディックのエレクトリック・ドリームズ Philip K. Dick's Electric Dreams (2017)
- アフェア 情事の行方 The Affair (2019) ジョーニー・ロックハート役
- モダン・ラブ Modern Love (2021) シーズン2 第6話『こじれた夫婦の待合室』

### 舞台
- The Glory of Living (2001) - リサ 役
- This is Our Youth (2002) - ジェシカ・ゴールドマン 役
- Manuscript (2003) - エリザベス・ホーキンス 役
- Drug Buddy (2003) - ウェンディ 役
- Roulette (2004) - ジェニー 役
- The Distance From Here (2004) - シャーリ 役
- The 24 Hour Plays (2004) - メイレン 役
- After Ashley (2005) - ジュリー・ベル 役
- Dog Sees God: Confessions of a Teenage Blockhead (2005) - マーシー 役
- The 24 Hour Plays (2006) - ジェニー 役

## 受賞
- アカデミー賞 - 1993年度 助演女優賞 『ピアノ・レッスン』
- ゴールデングローブ賞 - 2008年度 主演女優賞 (テレビシリーズ/ドラマ部門) 『トゥルーブラッド』
- ロサンゼルス映画批評家協会賞 - 1993年度 助演女優賞 『ピアノ・レッスン』
- クリティクス・チョイス・アワード - 2000年度 アンサンブル・キャスト賞 『あの頃ペニー・レインと』
- ゴッサム賞 - 2005年度 アンサンブル・キャスト賞 『イカとクジラ』
- サテライト賞 - 2008年度 主演女優賞 (テレビドラマ部門) 『トゥルーブラッド』